# Silene songarica
Silene songarica är en nejlikväxtart som först beskrevs av Fisch., Mey., Avé-lall., och fick sitt nu gällande namn av Gilbert François Bocquet. Silene songarica ingår i släktet glimmar, och familjen nejlikväxter. Inga underarter finns listade i Catalogue of Life.